# Chiesa di San Biagio (Dignano)
La chiesa di San Biagio (Crkva sv. Blaž in croato) è il principale edificio di culto cattolico situato a Dignano, nell'Istria croata.

## Storia
La chiesa fu costruita tra il 1760 ed il 1800 su un edificio preesistente crollato tre anni prima. Gli architetti realizzarono una struttura in stile palladiano prendendo spunto da quella veneziana di chiesa di San Pietro in Castello. Le sue dimensioni, 56x20x31,60, la rendono la chiesa più grande di tutta l'Istria. L'attiguo campanile, realizzato tra il 1815 ed il 1883, richiama quello di San Marco a Venezia. Con un'altezza di 56 m, è il più alto di tutta la penisola istriana.
La facciata, neobarocca, presenta un timpano sovrastato dalle statue dei Santi Paolo, Quirino, Biagio, Pietro e Lorenzo realizzate dallo scultore locale Giovanni Trevisan. L'interno è suddiviso in tre navate con abside centrale e altar maggiore, quest'ultimo realizzato nel 1935 in marmo di Carrara con due angeli lignei del 1616. 
Dietro l'altare riposano i resti mummificati naturalmente del Beato Leone Bembo, di San Giovanni Olini e di Santa Nicolosa Bursa.
La chiesa di San Biagio custodisce anche una collezione di arte sacra composta da oltre settecento pezzi che vanno dal V al XIX secolo tra cui spicca il paliotto del Beato Leone Bembo di Paolo Veneziano.